# 가마보코

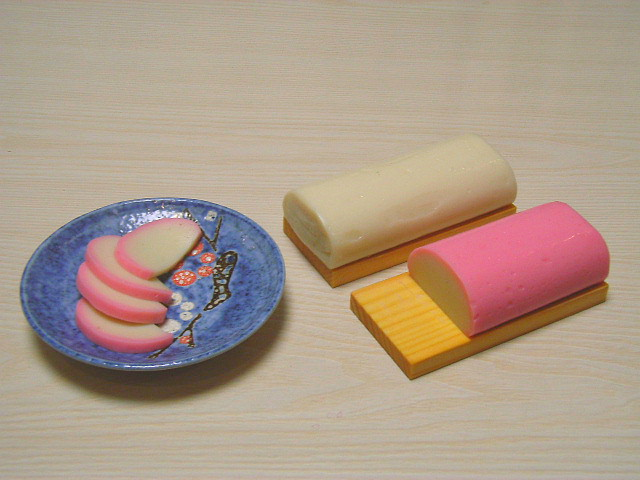
카마보코

카마보코(일본어: 蒲鉾)는 흰살 생선을 잘게 갈아 밀가루를 넣어 뭉친 일본 음식이다. 어묵의 일종이다.

## 이름
분식집에서 파는 어묵을 속어로 오뎅으로도 부르기도 하지만, 일본어의 오뎅은 어묵과 무, 곤약 등을 넣고 끓인 탕을 말하며, 이들은 어묵과 오뎅을 구별한다. 한국에서 먹는 한국식 어묵과 일본의 가마보코는 차이가 있다.

## 역사
가마보코는 일본에서 무로마치 시대 중기에 처음 만들어졌다. 한국에는 18세기 역관 이표가 쓴 요리책 《소문사설》에 可麻甫串(가마보곶)이라는 이름으로 나온다. 그러나 소문사설에 나오는 가마보곶의 제작 방법은 어묵과 달라, 이것이 어묵을 의미하는지는 잘 알 수 없다.

## 같이 보기
- 지쿠와